# وزارة الدفاع الوطني (تونس)
وزارة الدفاع الوطني هي وزارة سيادية تونسية تشرف على تأمين الأراضي الوطنية، أساسًا عبر القوات المسلحة التونسية.

## التنظيم
عملًا بالأمر عدد 735 لسنة 1979 المؤرخ في 22 أوت 1979 المتعلق بتنظيم وزارة الدفاع الوطني وبالأوامر التي نقحته أو تممته.
تتألف وزارة الدفاع الوطني زيادة على الديوان ورئيس أركان الجيوش لدى وزير الدفاع الوطني والقضاء العسكري ومعهد الدفاع الوطني من:
- المجلس الأعلى للجيوش
- الهيئات المختصة
- المصالح المشتركة
- المصالح الفنية
- المدارس العسكرية

## المشمولات
عملا بالأمر عدد 671 لسنة 1975 المؤرخ في 25 سبتمبر 1975 المتعلق بضبط مشمولات وزير الدفاع الوطني:
يضطلع وزير الدفاع الوطني تحت سلطة رئيس الجمهورية القائد الأعلى للقوات المسلحة بمهمة إقرار سلامة التراب الوطني وكيانه وحماية حياة السكان.
يتولى وزير الدفاع الوطني في نطاق السياسة العامة للبلاد :
تنفيذ السياسة العسكرية للحكومة وخاصة تهيئة القوات المسلحة ومدها بما تحتاج إليه للقيام بعملياتها وعند الاقتضاء استعمالها.
المشاركة في استتباب الأمن وإرجاعه إلى نصابه باستعمال القوات المسلحة كلما وقع تسخيرها بالطرق القانونية من طرف السلط المدنية المؤهلة لذلك.
تنظيم مشاركة القوات المسلحة في مقاومة الكوارث الطبيعية وفي مجهود التنمية الاقتصادية والاجتماعية للبلاد طبقا للقوانين الجاري بها العمل.
يتولى وزير الدفاع الوطني زمن السلم وفي نطاق الدفاع الشعبي الشامل تهيئة التعبئة وإعدادها التعبئة واستعمال جميع موارد البلاد كما يتولى صيانة جميع البناءات والمنشآت وغيرها من الوسائل التي تضمن مواصلة النشاطات الضرورية للمحافظة على مكاسب الوطن وإمكانياته الدفاعية.
في صورة التعبئة العامة أو الجزئية، لوزير الدفاع الوطني الأولوية التي تناسب تسديد حاجيات القوات المسلحة في ميادين المراسلات والمواصلات والنقل وكذلك في توزيع الموارد العامة.

## قائمة الوزراء
| الوزير | الوزير | الوزير                                | الحزب | الحزب                                               | الحكومة                                                                         | تواريخ العهدة  | تواريخ العهدة  |
| ------ | ------ | ------------------------------------- | ----- | --------------------------------------------------- | ------------------------------------------------------------------------------- | -------------- | -------------- |
| 1      |        | الحبيب بورقيبة                        |       | الحزب الحر الدستوري الجديد                          | حكومة الحبيب بورقيبة الأولى                                                     | 14 أبريل 1956  | 29 يوليو 1957  |
| 2      |        | الباهي الأدغم                         |       | الحزب الحر الدستوري الجديد الحزب الاشتراكي الدستوري | حكومة الحبيب بورقيبة الثانية                                                    | 29 يوليو 1957  | 24 يونيو 1966  |
| 3      |        | أحمد المستيري                         |       | الحزب الاشتراكي الدستوري                            | حكومة الحبيب بورقيبة الثانية                                                    | 24 يونيو 1966  | 19 يناير 1968  |
| 4      |        | الباهي الأدغم                         |       | الحزب الاشتراكي الدستوري                            | حكومة الحبيب بورقيبة الثانية                                                    | 19 يناير 1968  | 12 أبريل 1968  |
| 5      |        | محمد مزالي                            |       | الحزب الاشتراكي الدستوري                            | حكومة الحبيب بورقيبة الثانية                                                    | 12 أبريل 1968  | 7 نوفمبر 1969  |
| 6      |        | الباجي قائد السبسي                    |       | الحزب الاشتراكي الدستوري                            | حكومة الباهي الأدغم                                                             | 7 نوفمبر 1969  | 12 يونيو 1970  |
| 7      |        | حسيب بن عمار                          |       | الحزب الاشتراكي الدستوري                            | حكومة الباهي الأدغم حكومة الهادي نويرة                                          | 12 يونيو 1970  | 29 أكتوبر 1971 |
| 8      |        | بشير المهذبي                          |       | الحزب الاشتراكي الدستوري                            | حكومة الهادي نويرة                                                              | 29 أكتوبر 1971 | 9 أغسطس 1972   |
| 9      |        | عبد الله فرحات                        |       | الحزب الاشتراكي الدستوري                            | حكومة الهادي نويرة                                                              | 9 أغسطس 1972   | 14 يناير 1974  |
| 10     |        | الهادي خفشة (توفي أثناء أدائه لمهامه) |       | الحزب الاشتراكي الدستوري                            | الحزب الاشتراكي الدستوري                                                        | 14 يناير 1974  | 25 مايو 1976   |
| 11     |        | عبد الله فرحات                        |       | الحزب الاشتراكي الدستوري                            | حكومة الهادي نويرة                                                              | 31 مايو 1976   | 12 سبتمبر 1979 |
| 12     |        | رشيد صفر                              |       | الحزب الاشتراكي الدستوري                            | حكومة الهادي نويرة                                                              | 12 سبتمبر 1979 | 24 أبريل 1980  |
| 13     |        | صلاح الدين بالي                       |       | الحزب الاشتراكي الدستوري                            | حكومة محمد المزالي حكومة رشيد صفر حكومة زين العابدين بن علي حكومة الهادي البكوش | 24 أبريل 1980  | 11 أبريل 1988  |
| 14     |        | عبد الله القلال                       |       | الحزب الاشتراكي الدستوري التجمع الدستوري الديمقراطي | حكومة الهادي البكوش حكومة حامد القروي                                           | 11 أبريل 1988  | 20 فبراير 1991 |
| 15     |        | الحبيب بولعراس                        |       | التجمع الدستوري الديمقراطي                          | حكومة حامد القروي                                                               | 20 فبراير 1991 | 10 أكتوبر 1991 |
| 16     |        | عبد العزيز بن ضياء                    |       | التجمع الدستوري الديمقراطي                          | حكومة حامد القروي                                                               | 10 أكتوبر 1991 | 13 يونيو 1996  |
| 17     |        | عبد الله القلال                       |       | التجمع الدستوري الديمقراطي                          | حكومة حامد القروي                                                               | 13 يونيو 1996  | 20 يناير 1997  |
| 18     |        | الحبيب بن يحيى                        |       | التجمع الدستوري الديمقراطي                          | حكومة حامد القروي                                                               | 20 يناير 1997  | 17 نوفمبر 1999 |
| 19     |        | محمد جغام                             |       | التجمع الدستوري الديمقراطي                          | حكومة محمد الغنوشي الأولى                                                       | 17 نوفمبر 1999 | 23 يناير 2001  |
| 20     |        | الدالي الجازي                         |       | التجمع الدستوري الديمقراطي                          | حكومة محمد الغنوشي الأولى                                                       | 23 يناير 2001  | 10 نوفمبر 2004 |
| 21     |        | الهادي مهني                           |       | التجمع الدستوري الديمقراطي                          | حكومة محمد الغنوشي الأولى                                                       | 10 نوفمبر 2004 | 17 أغسطس 2005  |
| 22     |        | كمال مرجان                            |       | التجمع الدستوري الديمقراطي                          | حكومة محمد الغنوشي الأولى                                                       | 17 أغسطس 2005  | 14 يناير 2010  |
| 23     |        | رضا قريرة                             |       | التجمع الدستوري الديمقراطي                          | حكومة محمد الغنوشي الأولى حكومة محمد الغنوشي الثانية                            | 14 يناير 2010  | 27 يناير 2011  |
| 24     |        | عبد الكريم الزبيدي                    |       | مستقل                                               | حكومة محمد الغنوشي الثانية حكومة الباجي قايد السبسي حكومة حمادي الجبالي         | 27 يناير 2011  | 13 مارس 2013   |
| 25     |        | رشيد الصباغ                           |       | مستقل                                               | حكومة علي العريض                                                                | 13 مارس 2013   | 29 يناير 2014  |
| 26     |        | غازي الجريبي                          |       | مستقل                                               | حكومة مهدي جمعة                                                                 | 29 يناير 2014  | 6 فبراير 2015  |
| 27     |        | فرحات الحرشاني                        |       | مستقل                                               | حكومة الحبيب الصيد حكومة يوسف الشاهد                                            | 6 فبراير 2015  | 6 سبتمبر 2017  |
| 28     |        | عبد الكريم الزبيدي                    |       | مستقل                                               | حكومة يوسف الشاهد                                                               | 6 سبتمبر 2017  | 29 أكتوبر 2019 |
| 29     |        | محمد كريم الجموسي (بالنيابة)          |       | مستقل                                               | حكومة يوسف الشاهد                                                               | 29 أكتوبر 2019 | 27 فبراير 2020 |
| 30     |        | عماد الحزقي                           |       | مستقل                                               | حكومة إلياس الفخفاخ                                                             | 27 فبراير 2020 | 2 سبتمبر 2020  |
| 31     |        | إبراهيم البرتاجي                      |       | مستقل                                               | حكومة هشام المشيشي                                                              | 2 سبتمبر 2020  | 26 يوليو 2021  |
| 32     |        | عماد مميش                             |       | مستقل                                               | حكومة نجلاء بودن - حكومة أحمد الحشاني                                           | 11 اكتوبر 2021 | 26 أغسطس 2024  |
| 33     |        | خالد السهيلي                          |       | مستقل                                               | حكومة أحمد الحشاني                                                              | 26 أغسطس 2024  | (الآن)         |